# Konsekvensklass
Konsekvensklass (eng. Consequence Class förkortat CC) enligt EN 1990 och EN 1991-1-7 (Eurokoder) är en klassificering av bärande konstruktioner efter hur allvarliga följderna av ett brott blir.
Under EN 1991-1-7 1.5 Termer och definitioner 1.5.2 står att konsekvensklass är klassificering av konsekvenserna av ett brott eller en felaktig funktion hos bärverket.
Systemet är hämtat från Brittiska Building Regulation 2000 Approved Document A - Structure, där klasserna ursprungligen benämndes Building Classes, medan de i nyare Eurokodanpssade utgåvor även där benämns Consequence Classes.
Konsekvensklassen används i Eurokoderna och tillhörande utförandestandarder för att styra nivån på kraven på projektering och utförande av sådant för vilket Eurokoderna gäller. För att styra nivån på kraven på kontroll av projektering och utförande, och för att styra nivån på kraven på motstånd mot fortskridande ras och olyckslast hos den färdiga konstruktionen.

## Konsekvensklasser
Det finns 3 konsekvensklasser, men i EN 1991-1-7 är CC2 indelad i a och b, varför det i vissa sammanhang finns 4.
I EN 1991-1-7 3.4 Exceptionella dimensioneringssituationer – tillämpning av konsekvensklasser är de beskrivna så här:
- CC1    Små konsekvenser av ett brott
- CC2    Medelstora konsekvenser av ett brott
- CC3    Stora konsekvenser av ett brott

I EN 1990 Tabell B.1 är de beskrivna så här:
- CC3    Hög risk för dödsfall, eller mycket stora ekonomiska, samhälleliga eller miljöbetingade konsekvenser.
- CC2    Normal risk för dödsfall, betydande ekonomiska, samhälleliga eller miljöbetingade konsekvenser.
- CC1    Liten risk för dödsfall, och små eller försumbara ekonomiska, samhälleliga eller miljöbetingade konsekvenser.

I  EN 1991-1-7 Tabell A.1 finns exempel på vad för konsekvensklass som olika byggnadstyper är att hänföra till:
| Konsekvensklass | Exempel |
| --------------- | --- |
| 1               | Enfamiljshus i högst fyra våningar. Lantbruksbyggnader. Byggnader som människor sällan vistas i, förutsatt att ingen del av byggnaden är placerad närmare än halva byggnadshöjden från en annan byggnad eller yta där människor vistas. |
| 2a Lågriskgrupp | Enfamiljshus i fem våningar. Hotell i högst fyra våningar. Flerbostadshus eller andra byggnader avsedda för boende i högst fyra våningar. Kontorsbyggnader i högst fyra våningar. Industribyggnader i högst tre våningar. Butikslokaler i högst tre våningar och med en golvarea som inte överstiger 1000 m2 per våning. Envåningsbyggnader avsedda för undervisning. Alla byggnader i högst två våningar som allmänheten har tillträde till och med en golvarea som inte överstiger 2000 m2 per våning. |
| 2b Högriskgrupp | Hotell och flerbostadshus eller andra byggnader avsedda för boende i fem till femton våningar. Byggnader avsedda för undervisning i två till femton våningar. Butikslokaler i fyra till femton våningar. Sjukhus i högst tre våningar. Kontorsbyggnader i fem till femton våningar. Alla byggnader som allmänheten har tillträde till och som har 2000 till 5000 m2 golvarea per våning. Parkeringshus i högst sex våningar.                                                                             |
| 3               | Alla byggnader beskrivna enligt ovan i konsekvensklass 2a och 2b som överskrider begränsningarna för golvarea och antal våningar. Byggnader med stora samlingslokaler. Arenor för minst 5 000 åskådare. Byggnader som rymmer farligt gods eller riskfyllda processer. |

När det gäller exemplen i EN 1991-01-07 Tabell A.1 finns där vissa skillnader mot de i Approved Document A, främst när det gäller CC3. I Approved Document A pratar man om läktare med plats för fler än 5000 åskådare, inte arenor. Där står heller inget om att stora samlingslokaler leder till CC3.
Ytterligare vägledning gällande indelning i konsekvensklasser kan man få i SCI P391 Structural robustness of steel framed buildings.